# Ротівка
Ро́тівка — село в Україні, в Путивльському районі Сумської області. Населення станом на 2001 рік становило 177 осіб. До 2018 орган місцевого самоврядування — Стрільниківська сільська рада.

## Географія
Село Ротівка знаходиться на лівому березі річки Есмань в місці впадання її в річку Клевень, вище за течією на відстані 4 км розташоване село Кочерги, на протилежному березі — село Волокитине, вище за течією річки Клевень на відстані 2,5 км розташоване село Стрільники, на протилежному березі річки Клевень — село Кагань. Річка в цьому місці звивиста, утворює лимани, стариці (Ржавка) і заболочені озера.

## Історія
12 червня 2020 року, відповідно до розпорядження Кабінету Міністрів України № 723-р «Про визначення адміністративних центрів та затвердження територій територіальних громад Сумської області», село увійшло до складу Путивльської міської громади.
19 липня 2020 року, в результаті адміністративно-територіальної реформи та ліквідації Путивльського району, увійшло до складу новоутвореного Конотопського району.

## Населення
Згідно з переписом УРСР 1989 року чисельність наявного населення села становила 193 особи, з яких 86 чоловіків та 107 жінок.
За переписом населення України 2001 року в селі мешкали 173 особи.

### Мова
Розподіл населення за рідною мовою за даними перепису 2001 року:
| Мова       | Чисельність | Відсоток |
| ---------- | ----------- | -------- |
| українська | 147         | 83,05%   |
| російська  | 29          | 16,39%   |
| інші       | 1           | 0,56%    |
| Усього     | 177         | 100%     |

## Відомі люди
- Костюченко Михайло Іванович — фахівець у галузі чорної металургії, начальник сортопрокатного цеху АТ «Криворізький гірничо-металургійний комбінат „Криворіжсталь“» Дніпропетровської області. Депутат Верховної Ради СРСР 11-го скликання. Герой України,
- Опадчий Василь Степанович (1872—1934) — один із першобудівельників Харбіну (Китай), видатний український громадський діяч у Харбіні (1912—1934)
- Опадчий Федір Федорович — Герой Радянського Союзу.
- Сенченко Григорій Іванович — український учений-аграрій.